# Motion Picture Soundtrack
Motion Picture Soundtrack è la decima e ultima traccia dell'album Kid A della band inglese Radiohead.

## Contesto
I Radiohead cominciarono a scriverla già a partire dal 1987 nello stesso periodo di Creep, e venne eseguita dal vivo per la prima volta nel 1996. Di questa versione venne tolto un verso e durante la realizzazione di Kid A subì diversi cambiamenti. Sul palco, l'arpa viene generalmente suonata su un sintetizzatore da Jonny Greenwood. Per il tour di OK Computer, invece, la canzone venne eseguita regolarmente dal vivo, con solo Thom Yorke alla chitarra acustica.

## Descrizione e significato
Seppur nessun membro della band avesse svelato l'esatto significato del brano, viene largamente accettato il fatto che abbia delle allusioni suicide. I versi, "Red wine and sleeping pills" e "I will see you in the next life" affermano questa teoria. Tuttavia, Brent Schrodetzki descrive la traccia come se sembrasse annotare qualcuno che prova a tornare all'"armonia". Aggiunge poi che «Le droghe e il sesso sono i vizi assunti da questo individuo il quale ammette in effetti di poter essere pazzo sentendosi in questo modo. A metà strada nel corso del brano c'è un arrangiamento di arpa paradisiaco e un ossessivo sottofondo vocale. Il brano indica che questo individuo stia per lasciare la vita quotidiana e che stia per vivere in questa eterna “unità.”  Sostiene che “they fed us on little white lies” il quale è indicativo che le religioni dogmatiche hanno posto su ciò che molti dei loro fondatori abbiano sperimentato che è completa unità con l'universo o lo spirito o Dio a seconda delle parole scelte per esprimere la nozione di "armonia". Approssimativamente due minuti dopo che il brano finisca è presente un forte crescendo di ciò che può essere descritto come un suono gioioso che sale e scende nel giro di quindici secondi. Nel contesto dell'esperienza mistica sembra di essere il suono discreto e non melodico che qualche volta viene ascoltato da coloro che si sono già imbattuti in questo evento.» 

## Curiosità
La versione presente su Kid A dura 3:18 minuti, ma alla fine del CD finisce circa 7 minuti. Dopo 3:18, è presente un minuto di silenzio, seguito da una traccia nascosta denominata "Genchildren" che va dal minuto 4:19 al 5:10 ed è seguita da un altro momento di silenzio dalla durata di 1:50 minuti.